# Trogon violaci
El trogon violaci (Trogon violaceus) és una espècie d'ocell de la família dels trogònids (Trogonidae) que habita la selva humida del sud de Veneçuela, nord del Brasil, les Guaianes i Trinitat.

## Taxonomia
Segons la classificació de Handbook of the Birds of the World Alive (2017) aquesta espècie està formada per 6 subespècies:
- T. v. violaceus JF Gmelin, 1788, de Veneçuela meridional, Brasil septentrional, Guaianes i illa de Trinitat.
- T. v. sallaei Bonaparte, 1856. Des del sud de Mèxic fins Costa Rica.
- T. v. concinnus Lawrence, 1862. Des de Panamà, a través de l'oest de Colòmbia fins l'oest de l'Equador i nord-oest del Perú.
- T. v. caligatus Gould, 1838. Del nord de Colòmbia i oest de Veneçuela.
- T. v. ramonianus Deville et Des Murs, 1849, de l'Amazònia occidental.
- T. r. crissalis (Cabanis et Heine, 1863). De l'Amazònia oriental i central.

A la classificació de l'IOC World Bird List, versió 7.3, sallei, concinnus i caligatus formarien l'espècie Trogon caligatus, mentre ramonianus i crissalis formarien Trogon ramonianus, quedant violaceus com única subespècie.